# Santa Terezinha Municipal Airport
Santa Terezinha Municipal Airport (portugisiska: Aeroporto Municipal Santa Terezinha) är en flygplats i Brasilien.   Den ligger i kommunen Joaçaba och delstaten Santa Catarina, i den södra delen av landet, 1 300 km söder om huvudstaden Brasília. Santa Terezinha Municipal Airport ligger 778 meter över havet.
Terrängen runt Santa Terezinha Municipal Airport är lite kuperad. Närmaste större samhälle är Joaçaba, 4,9 km öster om Santa Terezinha Municipal Airport.
I omgivningarna runt Santa Terezinha Municipal Airport växer huvudsakligen savannskog. Runt Santa Terezinha Municipal Airport är det ganska glesbefolkat, med 39 invånare per kvadratkilometer.